# Macrodorcas recta kubotai
Macrodorcas recta kubotai es una subespecie de coleóptero de la familia Lucanidae.

## Distribución geográfica
Habita en Japón.